# Kírkouri
Kírkouri är en ås i Grekland. Den ligger i den nordvästra delen av landet, 300 km nordväst om huvudstaden Aten. Kírkouri ingår i Pindus Mountains.